# Goseki Kojima
Goseki Kojima (小島剛夕 Kojima Gōseki, 3 de novembro de 1928 – 5 de janeiro de 2000) foi um mangaka.
Kojima nasceu no mesmo dia que Osamu Tezuka. Após se formar no colegial, Kojima pintou cartazes de propaganda de filmes para cinemas como forma de renda.
Em 1950, se mudou para Tóquio onde o cenário pós-guerra tornara o mangá uma forma de distração acessível para a população empobrecida. Kojima chegou a criar material para o kamishibai, espécie de teatro com bonecos de papel originário dos templos budistas japoneses onde os monges costumavam a contar histórias com fundo moral-filosófico para platéias iletradas, arte que havia resurgido do passado naqueles tempos.
Seu primeiro mangá a ser publicado numa revista foi lançado em 1967 e se chamava "Dojinki". 
Kojima trabalhou como assistente de Sanpei Shirato em Kamui Den
Anos mais tarde Kojima viria a publicar o que viria a ser o seu mais famoso trabalho, o gekiga Lobo Solitário, em parceria com Kazuo Koike graças ao seu traço artístico utilizando pincel e sua familiaridade com o tema samurai.
Kojima faleceu no dia 5 de Janeiro de 2000 aos 71 anos de idade.